# Elmo frigio
L'elmo frigio era un tipo di elmo di origine greca in uso nella Grecia classica (compresa la Macedonia), Tracia, Dacia, mondo Ellenistico e Italia nella seconda metà del I millennio a.C.. Deve il suo nome alla somiglianza con il berretto frigio, simbolo tra l'altro dei rivoluzionari francesi.
Forse creazione siracusana, era in dotazione nell'esercito di Alessandro Magno e veniva utilizzato prevalentemente dalla fanteria. È noto anche come elmo tracio, da non confondere con quello indossato dai gladiatori durante i combattimenti.

## Galleria d'immagini

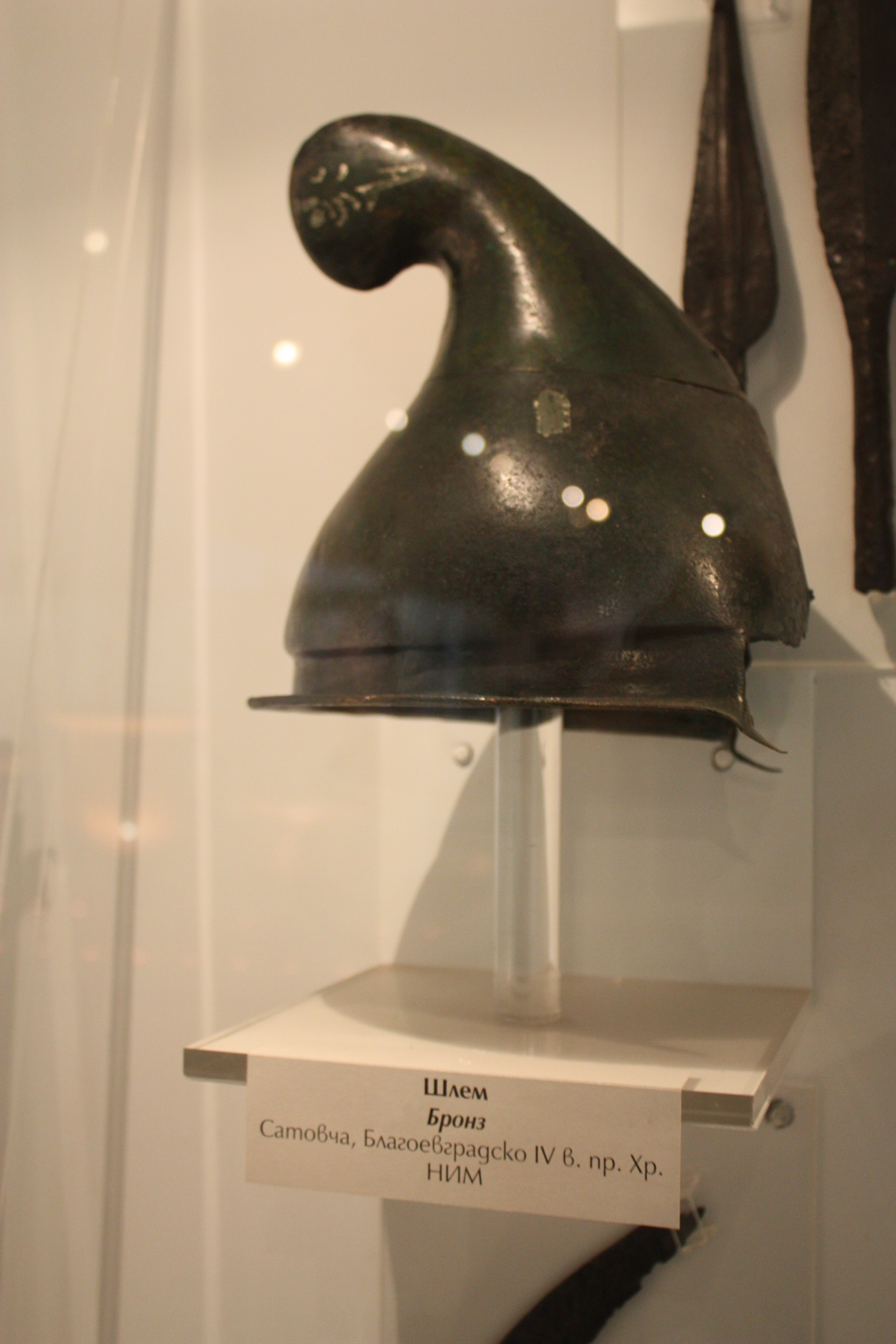
Elmo frigio dalla Bulgaria
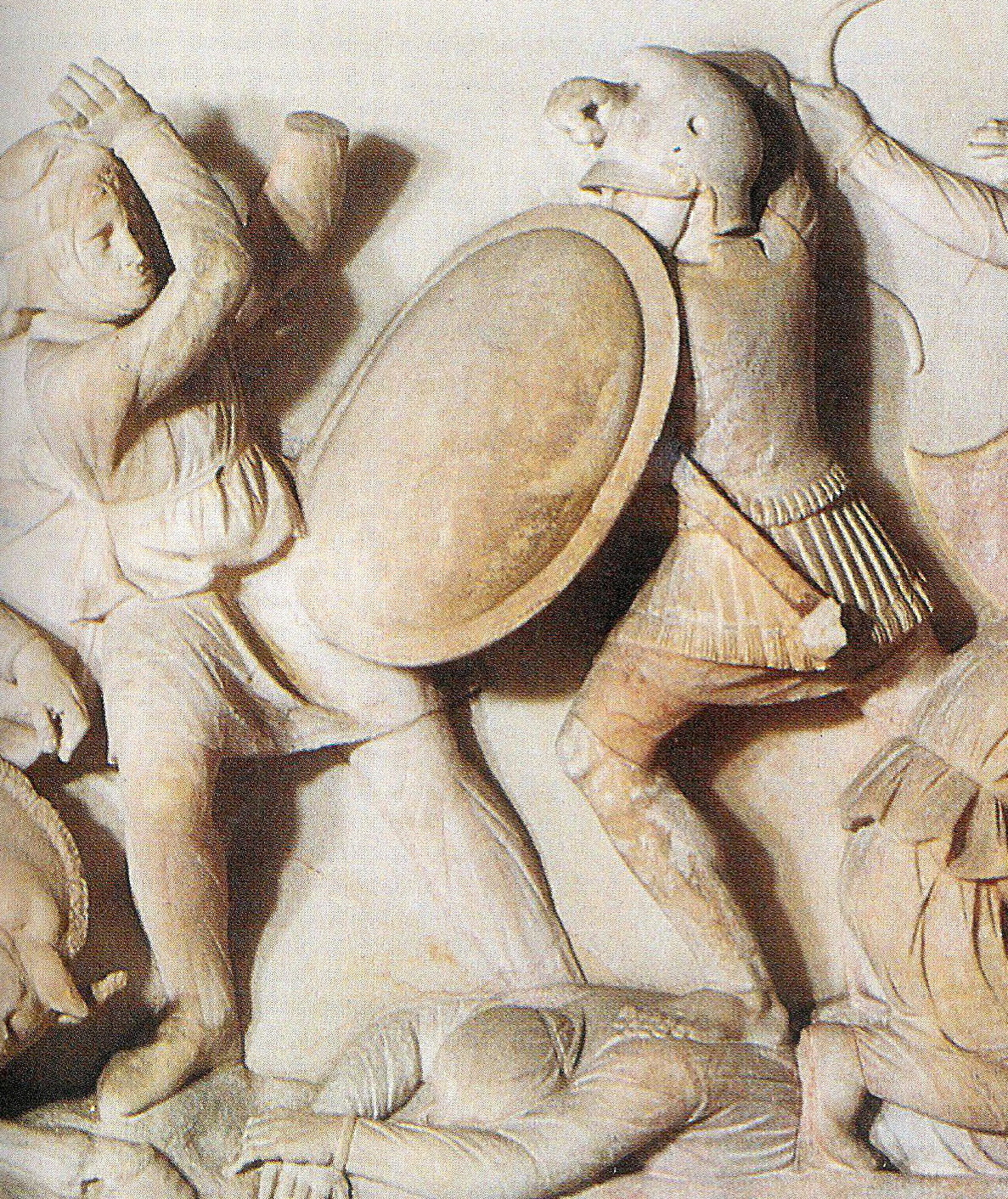
Fante dei pezeteri dell'Esercito macedone con elmo frigio